# New Rules (Weki Meki)
New Rules è il quarto EP del gruppo femminile sudcoreano Weki Meki. Pubblicato l'8 ottobre 2020, ha come unico singolo estratto Cool.

## Antefatti
L'album narra dell'indebolirsi delle leggi già esistenti e dello scrivere delle nuove leggi proprie.
Cool è l'unico singolo estratto dall'album. La traccia finale, 100 Facts, è la versione in lingua inglese del singolo.
Sweet Dreams ha un tema musicale più stravagante, che in modo rapido trasforma il flow in un canto più dolce.
D-Day è una canzone d'amore che si contrasta dalle altre tracce, e porta il concept originale delle Weki Meki, nonché il loro marchio di fabbrica. Just Us è una ballata, che chiude l'album.

## Tracce
1. Cool – 3:30 (testo: Lee Ji-eun, Misung, Lee Seu-ran, Lee Hye-yoom, Dalli, ZNEE – musica: Jake K (ARTiffect), Ylva Dimberg, Jere Särkkä)
2. Sweet Dreams – 3:33 (testo: Jo Yoon-kyung, Audi Mok, Tysha Tiar – musica: RHeaT, Audi Mok, Tysha Tiar)
3. D-Day – 2:49 (testo: HotSauce – musica: Kim Mong-i, Ciara Muscat)
4. Just Us (우리라는 이유) – 3:23 (testo: Rina (Weki Meki), Lucy (Weki Meki), Choi Yoo-jung (Weki Meki) – musica: Ji Su-yeon (Weki Meki))
5. 100 FACTS (COOL Eng. Ver.) – 3:45 (testo: Ylva Dimberg – musica: Jake K (ARTiffect)Ylva DimbergJere Särkkä)